# Нелсон Евора
Нелсон Евора  (порт. Nelson Évora; Абиџан 20. април 1984) је португалски атлетичар пореклом са Зеленортских Острва, специјалиста за троскок, бивши олимпијски победник и светски првак. Члан је СД Спортинг из Лисабона. До јула 2002. године се такмичио за Зеленортска Острва, када је добио поругалско држављанство.

## Биографија
Нелсон Евора је рођен у Обали Слоноваче, где су његови родитељи дошли живети са Зеленортских Острва. Кад је Нелсону било 5 година породица се преселика у Португалију. Он још увек држи зеленортске рекорде у скоку удаљ (7,57 м) и троскоку (16,15 м). Нелсон је припадник Бахаји религије.

## Резултати
Евора се такмичио у троскоку на Олимпијским играма 2004. у Атини, без пласмана у финале, и био шести на Светском првенству у дворани 2006. у Москви. Завршио је као четврти у финалу. На Европском првенству 2006. у Гетеборгу, поставио је у квалификацијама троскоком од 17,23 португалски рекорд. Европско првенство у дворани 2007. завршио је на првом месту.
На Светском првенству 27. августа 2007. постао је светски првак у троскоку, скоком од 17,74 метра, постигао је свој најбољи резултат, португалски национални рекорд и други најбољи резултат те године.
На Олимпијским играма 2008. у Пекингу освоји је злато скоком од 17,67 метара, испред британца Филипса Идову и Ливан Сандса са Бахама. Тим резултатом завршио је као први троскокаш на ранг листи ИААФ у тој години. У септембру 2008. освојио је и Светско ИААФ финале у Штутгарту.
На Светском првенству 2009. у Берлину, није успео одбранити титулу светског првака. Био је други са 17,55 метара, скоро двадесет центиметара из Филипса Идову којег је победи у Осаки. Након овог првенства, је претрпео је неколико повреда и скокао је само једном 2010..
Током зимске сезоне 2011. покушава да скаче, али се поново повредио недељу дана пре Европског првенства у дворани. На Европском екипном првенству у Стокхолму 18. и 19. јуна, завршио је тек шести по веома ветровитом времену. Затим је освојио титулу на Летњој универзијади у Шенџену, са 17,31 м.. На Светском првенству , завршио је као пети са скоком од 17,35 м (без ветра).
Нова повреда десне потколенице током тренинга у јануару 2012 натерала га је да пропусти Олимпијске игре у Лондону.

## Значајнији резултати
| Датум | Такмичење                     | Град                            | Пласман | Дисциплина | Резултат |
| ----- | ----------------------------- | ------------------------------- | ------- | ---------- | -------- |
| 2002  | Светско првенство за јуниоре  | Кингстон                        | 6       | троскок    | 15,87    |
| 2003  | Европско првенство за јуниоре | Тампере                         | 6       | троскок    | 16,43    |
| 2003  | Европско првенство за јуниоре | Тампере                         | 1       | скок удаљ  | 7,83     |
| 2006  | Светско првенство у дворани   | Москва                          | 6       | троскок    | 17,14    |
| 2006  | Европско првенство            | Гетеборг                        | 4       | троскок    | 17,07    |
| 2007  | Светско првенство             | Осака                           |         | троскок    | 17,74 НР |
| 2007  | Светско финале                | Штутгарт                        | 3       | троскок    | 17,30    |
| 2008  | Светско првенство у дворани   | Валенсија                       |         | троскок    | 17,27    |
| 2008  | Олимпијске игре               | Пекинг                          |         | троскок    | 17,67    |
| 2008  | Светско финале                | Штутгарт                        | 1       | троскок    | 17,24    |
| 2009  | Универзијада                  | Београд                         | 1       | троскок    | 17,22    |
| 2009  | Светско првенство             | Берлин                          |         | троскок    | 17,55    |
| 2011  | Универзијада                  | Шенџен                          | 1       | троскок    | 17,31    |
| 2011  | Светско првенство             | Тегу                            | 5       | троскок    | 17,35    |
| 2014. | Европско првенство            | Цирих, Швајцарска               | 6.      | троскок    | 16,78    |
| 2015. | Европско првенство у дворани  | Праг, Чешка                     |         | троскок    | 17,21    |
| 2015. | Светско првенство             | Пекинг, Кина                    |         | троскок    | 17,52    |
| 2016. | Светско првенство у дворани   | Портланд, САД                   | 4.      | троскок    | 16,89    |
| 2016. | Европско првенство            | Амстердам, Холандија            | 17.     | троскок    | 16,27    |
| 2016. | Олимпијске игре               | Рио де Жанеиро, Бразил          | 6.      | троскок    | 17,03    |
| 2017. | Европско првенство у дворани  | Београд, Србија                 |         | троскок    | 17,20    |
| 2017. | Светско првенство             | Лондон, Уједињено Краљевство    |         | троскок    | 17,19    |
| 2018. | Светско првенство у дворани   | Бирмингем, Уједињено Краљевство |         | троскок    | 17,40    |
| 2018. | Европско првенство            | Берлин, Немачка                 |         | троскок    | 17,10    |
| 2019. | Европско првенство у дворани  | Глазгов, Уједињено Краљевство   |         | троскок    | 17,11    |

## Лични рекорди
отворено
| Дисциплина | Датум            | Место  | Резултат | Ветар    |
| ---------- | ---------------- | ------ | -------- | -------- |
| Скок удаљ  | 23. јун 2007.    | Милано | 8,10     | -0,9 м/с |
| Троскок    | 18. август 2009. | Осака  | 17,74    | +1,4 м/с |

дворана
| Дисциплина | Датум             | Место    | Резултат |
| ---------- | ----------------- | -------- | -------- |
| Скок удаљ  | 11. фебруар 2006. | Еспињо   | 8,08     |
| Троскок    | 10. фебруар 2008. | Карлсруе | 17,33    |
| Скок увис  | 24. фебруар 2002. | Еспињо   | 1,88     |